# 膈神经
膈神经，为颈丛的一混合（运动和感觉）神经分支，左右各一，供应和支配对应侧的膈肌。

## 结构
膈神经属于周围神经系统，起源于颈部的C3-C5脊神经，主要来自 C4 的腹侧支。发出后膈神经在前斜角肌的上端外侧下行，后沿前斜角肌前面下降至内侧。于锁骨下静脉、锁骨下动脉之间经胸廓上口进入胸腔；在胸内，膈神经与心包膈血管伴行，经由肺根前方，纵膈胸膜壁层和心包之间到达隔肌。
行经心包附近，膈神经发出膈神经心包支支配心包纤维层。由于脏层心包对疼痛不敏感，故心包的疼痛主要由膈神经传导。

### 变异
膈神经可能走行至锁骨下静脉前方，而不是典型地位于静脉后方（锁骨下静脉和动脉之间，锁骨下静脉走行于锁骨下动脉前侧）。
此外，据尸体解剖报道，常有副膈神经起自脊神经C3或C5，主要由C5贡献，中国约有48%的人拥有副膈神经。副膈神经可能起自颈袢或锁骨下神经（分别具有来自 C3 或 C5 的纤维），行走在膈神经外侧，于锁骨下静脉附近加入膈神经。
有一案例报道，膈神经和臂丛神经上干之间存在通讯。

## 临床意义

### 呼吸
由于膈肌是人体重要的呼吸肌，膈神经的损伤会导致对应侧的膈肌功能障碍，进而导致呼吸障碍。双侧膈肌瘫痪的病人需要通过刺激膈神经、肋间神经转移或具有通气依赖性的永久性气管切开术以维持呼吸。

### 呃逆
呃逆，通常也被称为打嗝，可能与膈神经运动纤维的不当放电导致的膈肌痉挛有关。横隔膜的痉挛会导致声带突然闭合，进而发出类似于“嗝”的声音，亦有观点认为尚不清楚声带是否在此过程中闭合。 膈神经是打嗝反射的传出支：打嗝反射由传入支（膈神经、迷走神经或胸交感纤维）、中枢（无特定中枢）和传出支（主要是膈神经）组成。

### Kehr征
传统上，kehr征被描述为当病人躺下抬高双腿时，轻触诊腹部时左肩疼痛，通常与脾破裂有关。这是因为支配左肩的锁骨上神经与膈神经同源（C3-C4），当膈神经受到刺激时左肩亦会感受到疼痛。《新英格兰医学杂志》的一篇文章提出：当左侧外伤后出现上腹部压痛、左肩疼痛和白细胞增多的三联征时，可强烈提示脾破裂。